# Pincoy
El Pincoy es un ser perteneciente a la mitología de Chiloé.

## Apariencia
Tiene el aspecto equivalente al de una criatura tipo tritón, su cuerpo sería el de un lobo marino (león marino) de gran tamaño, color plateado brillante, con manos palmeadas en forma de aleta,  y con hermoso y varonil rostro humano, luciendo una poblada melena dorada; siendo un aspecto atrayente mágicamente para las mujeres.

## Leyenda
Se dice que como príncipe de los mares, por ser hijo del Millalobo; él es el administrador de los dominios marinos de su padre. Sería inspector severo del fiel cumplimiento de los mandatos de su padre; y el vigilante  de que exista un normal desenvolvimiento de todos los procesos que se desarrollan en los mares; especialmente los relacionados con la reproducción de los peces y demás habitantes del mar. Por ello siempre permanece atento a las actividades que realizan sus hermanas, la Pincoya y la Sirena chilota, a quienes ayuda y protege cuando ellas lo requieren. Entre las actividades más características que realizaría, está el ayudar junto a sus hermanas a llevar a los muertos del mar hacia el Caleuche; y el cantar una bella y extraña canción, para que la Pincoya inicie su baile mágico.